# Viviane Orth
Viviane Orth (Toledo, 2 de agosto de 1990) é uma modelo brasileira.
Descendente de alemães e poloneses, foi descoberta pelo scouter Marcelo Germano (por meio do Projeto Passarela) aos 13 anos, em sua cidade natal.
Desfilou em diversas edições da São Paulo Fashion Week, por diversas marcas. Foi capa de revistas, como a L'Officiel (em outubro de 2006), Vogue e a Elle (em abril de 2008).
Iniciou sua carreira internacional em 2005 desfilando com exclusividade para a marca americana Tommy Hilfiger na NYFW. No ano seguinte seguiu para Paris onde caiu nas graças do estilista britânico John Galliano, diretor criativo à época da maison Christian Dior, abrindo o desfile de Verão 2007 que aconteceu em Paris no final de setembro de 2016. Tornou-se musa do estilista e da marca francesa por mais de 12 coleções seguidas.
Já fez diversos desfiles internacionais, inclusive abrindo um desfile da Diesel.[carece de fontes?] Alexander McQueen, Jil Sander, Versace, Celine, Carolina Herrera, Marc Jacobs, Louis Vuitton, Nina Ricci, Lanvin, Moschino, Vivienne Westwood além de muitos outros.
No São Paulo Fashion Week verão 2008-2009, sem dúvida ela foi a modelo mais badalada. Ela participou de mais de trinta desfiles e abriu mais da metade deles.
Neste mesmo ano Viviane fez mais de 200 desfiles internacionais entre NY-Londres-Milão-Paris, além de ter sido recordista de desfiles em NY, Paris, Rio de Janeiro e São Paulo.
Viviane tem nove tatuagens, e, embora admita que os estilistas reclamem, nunca deixou de agendar um trabalho por causa disso.
Viviane é evangélica e diz que sua religião não atrapalha em nada no seu trabalho.